# Mareanivka, Poliske
Mareanivka (în ucraineană Мар`янівка) este o comună în raionul Poliske, regiunea Kiev, Ucraina, formată numai din satul de reședință.

## Demografie
Componența lingvistică a comunei Mareanivka
     Ucraineană (98,67%)
     Alte limbi (1,33%)
Conform recensământului din 2001, majoritatea populației comunei Mareanivka era vorbitoare de ucraineană (98,67%), existând în minoritate și vorbitori de alte limbi.